# Nara Tatsuki
Nara Tatsuki (奈良 竜樹 Nara Tatsuki) (sinh ngày 19 tháng 9 năm 1993) là một cầu thủ bóng đá người Nhật Bản thi đấu cho câu lạc bộ tại J1 League Kawasaki Frontale.

## Thống kê sự nghiệp câu lạc bộ
Cập nhật đến ngày 23 tháng 2 năm 2017.
| Câu lạc bộ        | Mùa giải | Giải vô địch | Giải vô địch | Cúp1    | Cúp1      | Cúp Liên đoàn2 | Cúp Liên đoàn2 | Tổng    | Tổng      |
| Câu lạc bộ        | Mùa giải | Số trận      | Bàn thắng    | Số trận | Bàn thắng | Số trận        | Bàn thắng      | Số trận | Bàn thắng |
| ----------------- | -------- | ------------ | ------------ | ------- | --------- | -------------- | -------------- | ------- | --------- |
| Consadole Sapporo | 2011     | 7            | 0            | 1       | 0         | −              | −              | 8       | 0         |
| Consadole Sapporo | 2012     | 22           | 1            | 1       | 0         | 3              | 0              | 20      | 0         |
| Consadole Sapporo | 2013     | 35           | 0            | 2       | 0         | −              | −              | 37      | 0         |
| Consadole Sapporo | 2014     | 39           | 0            | 1       | 0         | −              | −              | 40      | 0         |
| F.C. Tokyo        | 2015     | 0            | 0            | 1       | 0         | 2              | 0              | 3       | 0         |
| Kawasaki Frontale | 2016     | 12           | 0            | 1       | 0         | 2              | 0              | 15      | 0         |
| Tổng              | Tổng     | 115          | 1            | 7       | 0         | 7              | 0              | 129     | 1         |

1Bao gồm Cúp Hoàng đế Nhật Bản.
2Bao gồm J. League Cup.